# Малое Чураково
Малое Чураково — деревня в Юрьянском районе Кировской области в составе Медянского сельского поселения.

## География
Находится на расстоянии примерно 6 километров на запад по прямой от поселка Мурыгино.

## История
Известна с 1678 года как деревня Федотовская с 3 дворами (позже Федоровская). В 1764 году учтено 27 жителей. В 1873 году отмечено (уже деревня Сидоровская или Малочураковы) дворов 16 и жителей 108, в 1905 17 и 96, в 1926 20 и 107, в 1950 20 и 64. В 1989 году остался 1 постоянный житель. Ныне имеет дачный характер.

## Население
Постоянное население не было учтено как в 2002 году, так и в 2010.